# Troy (Észak-Karolina)
Troy város az USA Észak-Karolina állam Montgomery megyéjében, melynek megyeszékhelye is. Lakosainak száma 2850 fő (2020. április 1.).

## Népesség
A település népességének változása:
| Lakosok száma | 67   | 3430 | 3189 | 2850 |
|               | 1870 | 2000 | 2010 | 2020 |